# Geuzenkerkje
Het Geuzenkerkje is een voormalig gereformeerd kerkgebouw in de Noord-Brabantse stad 's-Hertogenbosch. Het gebouw is gelegen op de hoek van de Molenstraat en de Sint Jansstraat.

## Geschiedenis
Al in 1835 waren er in 's-Hertogenbosch een drietal conventikels die religieuze huisbijeenkomsten hielden los van de reguliere hervormde diensten. Dit verontrustte aanvankelijk de gevestigde (religieuze én wereldlijke) autoriteiten ten zeerste.
In 1842 splitste zich een deel van de Hervormden ook formeel af en stichtte de Christelijk Afgescheiden Gemeente aldaar, een voorloper van de Gereformeerde Kerken in Nederland. Vanaf 1845 kwam men bijeen in een gehuurde zaal, een voormalige hooizolder ofwel stroo magazijn. In 1854 kocht dit nieuwe kerkgenootschap een pand, het Rood Kruis genaamd, dat tijdens de Franse tijd nog als gevangenis had dienstgedaan. Het pand werd daartoe aangepast waarbij met name de vensters in de voorgevel werden gewijzigd in rondbogige vensters. 
Toen de gereformeerden in 1886 de Pelgrimskerk in gebruik namen, werd dit pand verlaten en fungeerde sindsdien als pakhuis. Anno 2023 bestaat dit pand nog steeds. Enkel aan de vensters is nog te zien dat het ooit een kerk is geweest.